# Раду Нор
Раду Нор (рум. Radu Nor, псевдонім Йозефа Норберта Руделя (рум. Josef Norbert Rudel), 26 жовтня 1921 — 16 квітня 2006) — румунський письменник-фантаст.

## Біографії
Народився як Йозеф Норберт Рудель 26 жовтня 1921 року в Чернівцях, Королівство Румунія. Помер 16 квітня 2006 року, Петах-Тіква, Ізраїль. Син Регіни (уродженої Вебер-Гольцштейн) та Ахрона Руделя. Навчався у початковій та середній школі в Чернівцях. Вивчав медицину в Тімішоарі, але не закінчив навчання. У 1972 році Нор емігрував до Ізраїлю, де розпочав кар'єру письменника німецькою мовою. У 1975 році заснував "Асоціацію німецькомовних ізраїльських письменників".